# Beach-volley aux Jeux panaméricains de 2019
Navigation
2015 2023
Les compétitions de beach-volley aux Jeux panaméricains de 2019 ont lieu du 24 au 30 juillet 2019 à Lima, au Pérou.

## Médaillés
| Épreuves         | Or                                  | Argent                                | Bronze                                    |
| ---------------- | ----------------------------------- | ------------------------------------- | ----------------------------------------- |
| Tournoi masculin | Chili Marco Grimalt Esteban Grimalt | Mexique Juan Virgen Rodolfo Ontiveros | Argentine Nicolás Capogrosso Julián Azaad |
| Tournoi féminin  | États-Unis Karissa Cook Jace Pardon | Argentine Ana Gallay Fernanda Pereyra | Brésil Carolina Horta Ângela Lavalle      |

## Tableau des médailles
| Rang | Nation     | Or | Argent | Bronze | Total |
| ---- | ---------- | -- | ------ | ------ | ----- |
| 1    | Chili      | 1  | 0      | 0      | 1     |
| 1    | États-Unis | 1  | 0      | 0      | 1     |
| 3    | Argentine  | 0  | 1      | 2      | 2     |
| 4    | Mexique    | 0  | 1      | 0      | 1     |
| 5    | Brésil     | 0  | 0      | 1      | 1     |
|      | Total      | 2  | 2      | 2      | 6     |